# Hell's Hinges
Hell's Hinges és una pel·lícula muda estatunidenca dirigida per Charles Swickard i William S. Hart (no consta però als crèdits) i protagonitzada pel mateix Hart i Clara Williams. Es va estrenar el 5 de març de 1916. Considerada, juntament amb “The Virginian” (1914), de Cecil B. DeMille, un dels millors westerns de l’època del cinema mut, el 1994 el National Film Registry de la Biblioteca del Congrés dels Estats Units la va seleccionar per a la seva preservació degut al seu interès cultural, històric o estètic.

## Argument
El reverend Bob Henley, un home de caràcter feble, arriba a Hell’s Hnges, una ciutat fronterera salvatge i desenfrenada, amb la seva germana, Faith per instal·lar-hi una església. El propietari del saloon, Silk Miller i els seus còmplices veuen que això els portarà problemes i animen l gent del poble a impedir els intents evangelitzadors de la parella. Tanmateix, l’home més perillós del poble, Blaze Tracy se sent atret per la sinceritat de Faith, intervé per expulsar els còmplices de Silk de l'església.
Silk canvia d’estratègia. Encoratja Dolly, una de les noies del saloon, a seduir el reverend Henley. Ella l'emborratxa i ell passa la nit a la seva habitació. L'endemà al matí tota la ciutat s'assabenta de la seva caiguda en desgràcia. Blaze surt a buscar un metge per Henley que es troba proper a la bogeria.
Henley cau ràpidament a l’alcoholisme i es veu empès a ajudar els altres a cremar l'església. Els assistents a l'església intenten defensar l'església, i esclata un tiroteig en què el Henley és assassinat i l'església cremada. Blaze torna massa tard per aturar la destrucció i, en venjança, mata Silk i crema tota la ciutat, començant pel saloon. Ell i Faith marxen per començar una nova vida.

## Repartiment
- William S. Hart (Blaze Tracy)
- Clara Williams (Faith Henley)
- Jack Standing (reverend Robert Henley)
- Alfred Hollingsworth (Silk Miller)
- Robert McKim (clergue)
- J. Frank Burke (Zeb Taylor)
- Louise Glaum (Dolly)
- Olin Francis (propietari del bar)
- John Gilbert (cowboy, no surt als crèdits)
- Jean Hersholt (vilatà contra l'església)

## Producció
La pel·lícula va ser produïda per Thomas H. Ince en una col·laboració entre la New York Motion Picture Corp. i la Triangle i distribuïda per la Kay-Bee. Va suposar la construcció i posterior crema d’un poble de 38 cases als estudis Inceville del productor a Culver City. El cost de la producció va ser de 32676 dòlars.